# Lopesia linearis
Lopesia linearis är en tvåvingeart som beskrevs av Maia 2003. Lopesia linearis ingår i släktet Lopesia och familjen gallmyggor. Inga underarter finns listade i Catalogue of Life.